# Everdream Valley
Everdream Valley es un videojuego de simulación de 2023 desarrollado por el estudio polaco  Mooneaters y publicado por Untold Tales.

## Gameplay
Los jugadores controlan a un niño que debe salvar la granja de sus abuelos, que está en mal estado. Sus abuelos ayudan a los jugadores con tutoriales sobre cómo administrar la granja y les dan equipo gratis. Mientras sueñan, los jugadores experimentan la vida en la granja como un animal y juegan minijuegos, como asumir el papel de un perro guardián del ganado que tiene que ahuyentar a los lobos. Las misiones se pueden recibir de los abuelos de los jugadores, en sueños de los animales y, ocasionalmente, de un comerciante humano. 

## Desarrollo
Untold Tales lo publicó para Windows, PlayStation 4 y PlayStation 5 el 30 de mayo de 2023.  Una versión para Nintendo Switch siguió el 23 de junio de 2023.  Las versiones para Xbox One y Xbox Series X/S estuvieron disponibles el 15 de diciembre de 2023. 

## Recepción
Everdream Valley recibió críticas mixtas en Metacritic.  GamesRadar lo llamó "el lindo tónico perfecto para una noche después de un largo día de trabajo".  Digitally Downloaded escribió que Everdream Valley "se siente apresurado o incompleto" y no logra alcanzar su potencial debido a errores de software, controles contrarios a la intuición y lo que sentían era un enfoque en la cantidad sobre la calidad.  Nintendo Life dijo que probablemente no atraerá a los fanáticos de los simuladores de vida en la granja, pero los amantes de los animales pueden disfrutarlo.  TouchArcade dijo que gran parte de su juego se siente "a medias o no pensado adecuadamente", y recomendaron evitar la versión Switch hasta que se solucionen los errores. 